# Arthur M. Hyde

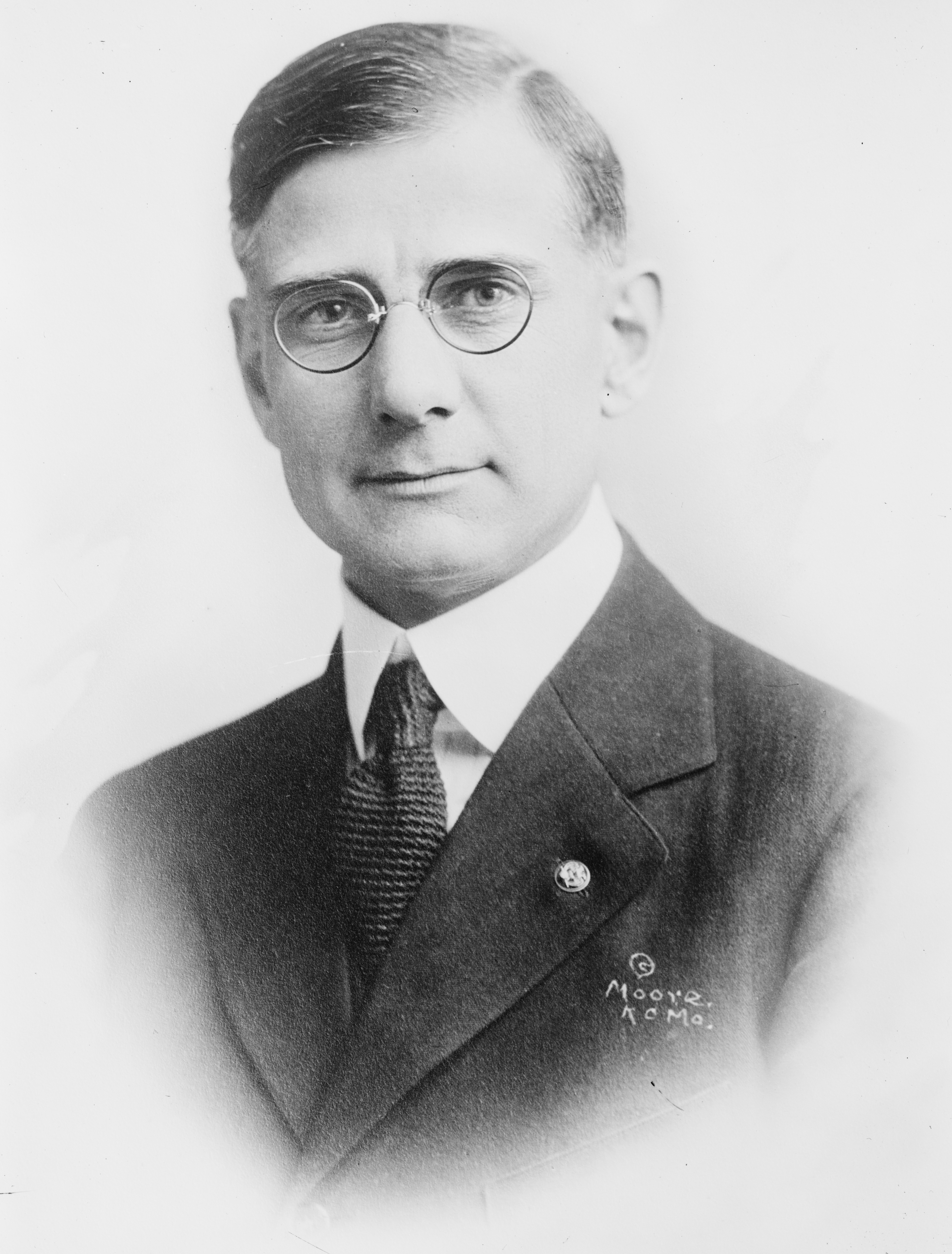

Arthur Mastick Hyde (ur. 12 lipca 1877 w Princeton, zm. 17 października 1947 w Nowym Jorku) – amerykański polityk, działacz Partii Republikańskiej (z czteroletnią przerwą na członkostwo w rozłamowej Partii Postępowej), prawnik, syn kongresmena Iry B. Hyde'a, brat sędziego Laurance'a M. Hyde'a.
W latach 1908–1912 był burmistrzem Princeton. Od 1921 do 1925 pełnił funkcję gubernatora stanu Missouri. W latach 1929–1933 sprawował urząd sekretarza rolnictwa w administracji prezydenta Herberta Hoovera. 
19 października 1904 poślubił Hortense Cullers. Para miała jedną córką.